# Claorhynchus
Claorhynchus (g. "bec trencat", ja que es basa en ossos trencats de la regió del morro) és un gènere dubtós de dinosaure ornitisqui amb una història confusa al seu darrere. Fou considerat tant un hadrosaure com un ceratòpsid, a vegades com al mateix Triceratops.